# České Petrovice
České Petrovice (niem. Böhmisch Petersdorf) – wieś w Czechach, w Górach Orlickich w kraju pardubickim (czes. Pardubický kraj) okres Ústí nad Orlicí.

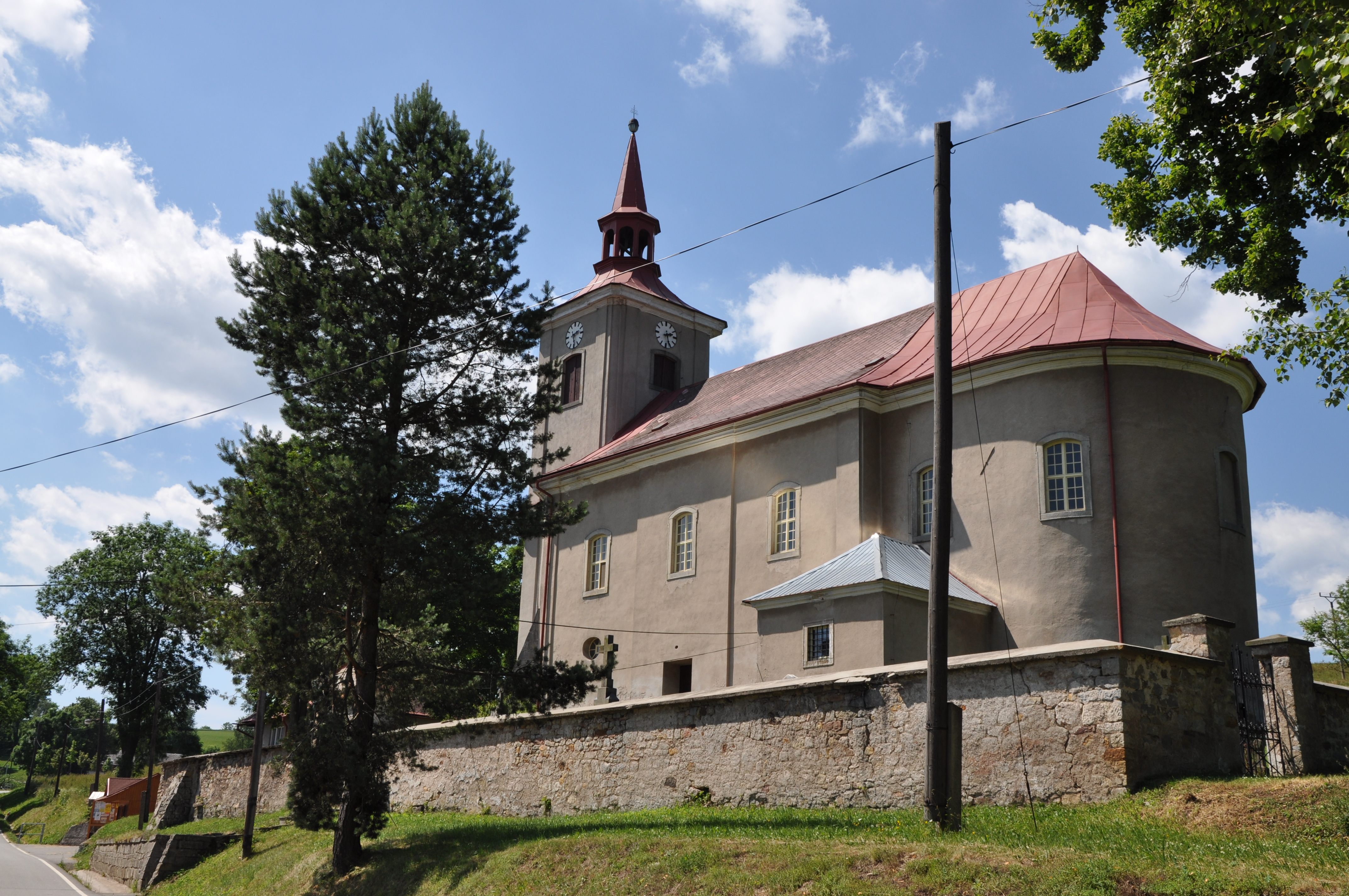
České Petrovice kościół parafialny

Górska przygraniczna miejscowość położona blisko granicy polsko-czeskiej w północno-środkowej części Czech na Mladkovskiej vrchovinie (Wyżyna Mladkovska) na wysokości 600 – 645 m n.p.m. w najbardziej wysuniętej na południe części Gór Orlickich. Rozciąga się równoleżnikowo w dolinie górskiego potoku, około 6,0 km na południowy zachód od Międzylesia.
Zabudowania miejscowości rozlokowane są w śródgórskiej dolinie u północnego podnóża wzniesienia Adam (czes. Adam). Wieś charakteryzuje się luźną i rozrzedzoną zabudową budynków położonych po obu stronach lokalnej drogi i górskiego potoku Orliczka, który w Pastwinach uchodzi do Dzikiej Orlicy. Wokół wsi rozciągają się rozległe użytki rolne i podgórskie łąki. W otoczeniu wsi oraz wzdłuż potoku występują niewielkie skupiska zieleni i drzew liściastych w formie przydomowych nasadzeń. W niewielkiej odległości od granic miejscowości rozciągają się niewielkie lasy świerkowe. We wsi zachowało się kilka domów mieszkalnych i mieszkalno-gospodarczych oraz budowli o cechach charakterystycznych dla budownictwa regionalnego. Miejscowość dzięki doskonałemu położeniu w malowniczym zakątku Gór Orlickich z rozległymi widokami, w którym oprócz przyrody podziwiać można miejsca o znaczeniu rekreacyjno-wypoczynkowym.
W środkowej części wsi wznosi się prosty zabytkowy budynek wiejskiego kościoła z 1734 roku pod wezwaniem Piotra i Pawła. W granicach wsi znajduje się kilka ciężkich przeciwpiechotnych betonowych ostrokołów, oraz wiele obiektów lekkiego fortu i małej twierdzy stanowiących fragment fortyfikacji granicznej Czechosłowacji z okresu międzywojennego, wchodzących w skład czeskich fortyfikacji granicznych z lat 30. XX wiek. Nad wioską na wzniesieniu Adam znajduje się duża twierdza wojskowa stanowiąca system ciężkich fortyfikacji i obiektów fortu artyleryjskiej grupy warownej Adam. 
Położenie miejscowości i malownicze otoczenie stwarzają dogodne warunki do uprawiania sportów zimowych, turystyki i wypoczynku. Przez wieś prowadzi droga lokalna.

## Historia
Wieś powstała prawdopodobnie w pierwszej połowie XVI wieku w tym samym czasie co Mladkov, założycielami osady byli pierwsi osiedlający się w Górach Orlickich drwale i leśnicy. Pierwotnie miejscowości nosiła nazwę Peter z dodatkiem Bohemian nazwa niemiecka Petersdorf (obecnie Petrovičky). Pierwsza wzmianka o miejscowości w dokumentach historycznych pojawia się w 1568 roku jako czeska wieś Peter należąca do dworu w Letohrad (Geiersberg). Po raz kolejny wieś wymieniana jest w 1601 roku w dokumentach stwierdzającym sprzedaż dóbr, należących do Adama z Waldstein dla Jerzego Geiersberg. W 1734 roku w Czeskim Petersdorf zbudowano kościół pod wezw. Piotra i Pawła, który w 1835 roku został podniesiony do rangi kościoła parafialnego, przyłączając do parafii kościół w Čihák. W XVIII wieku we wsi funkcjonowała trzyklasowa szkoła podstawowa, straż finansowa, a od 1763 przejście graniczne do Prus. Wieś do końca XIX wieku posiadała znaczenie gospodarcze znana była z produkcji butów narciarskich, oraz z całorocznych walorów turystycznych. Po powstaniu Czechosłowacji w 1920 roku ustalono oficjalną nazwę wsi České Petrovice. We wsi w tym okresie w szkole otworzono klasę dla mniejszości czeskiej. W latach 1935–1938, w pobliżu wsi budowano Czechosłowackie fortyfikacje linię umocnień mającą chronić Dolinę Cichej Orlicy. W 1939 roku w 148 domach mieszkało 466 mieszkańców w większości byli to Niemcy sudeccy. Po Układzie Monachijskim w 1938 roku wieś włączono do Rzeszy Niemieckiej powiat Grulich, w której była aż do 1945 roku. Po zakończeniu II wojny światowej wieś ponownie wróciła do Czechosłowacji, w latach 1945/46 niemieccy mieszkańcy wsi zostali wypędzeni co spowodowało znaczne wyludnienie wsi. W okresie rządów powojennych, ze względu na bliskość granicy nastąpiła rekolonizacja wsi, na przygranicznych obszarach wiejskich osiedlano osadników z innych części kraju. Po aksamitnej rewolucji w 1989 roku w wyniku zmian politycznych we wsi nastąpił boom gospodarczy spowodowany wzrostem turystyki letniej i dobrymi warunkami dla sportów zimowych.

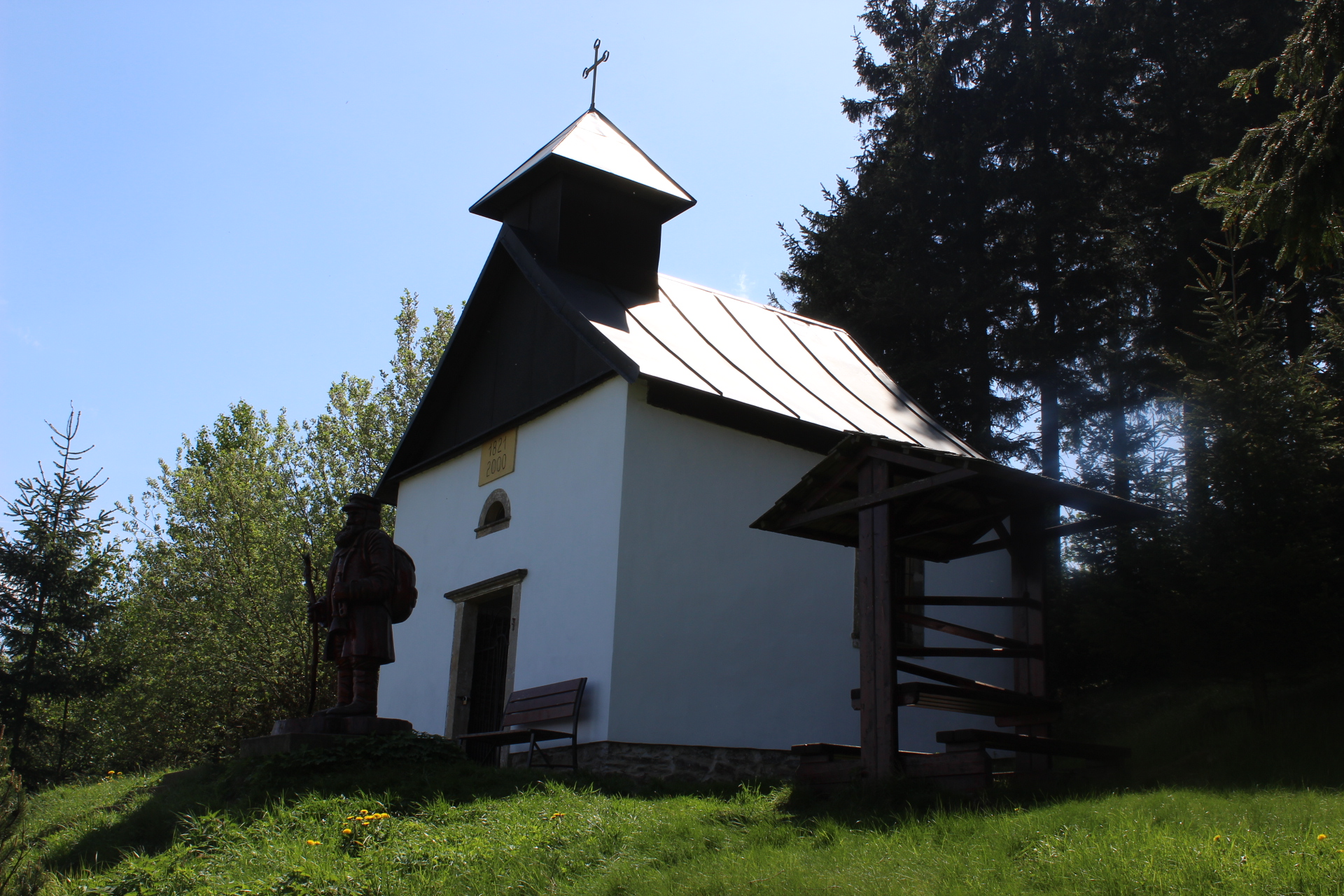
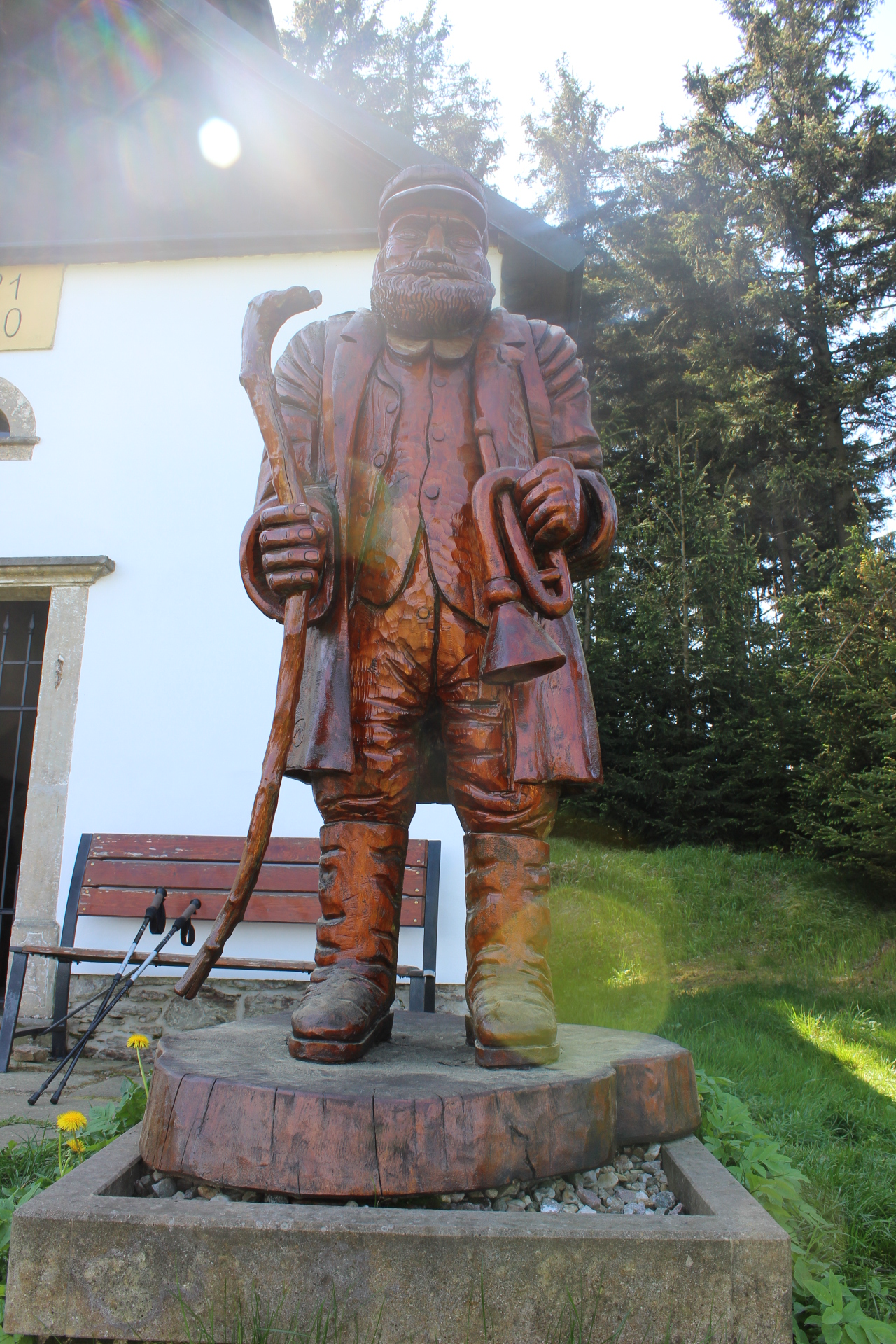
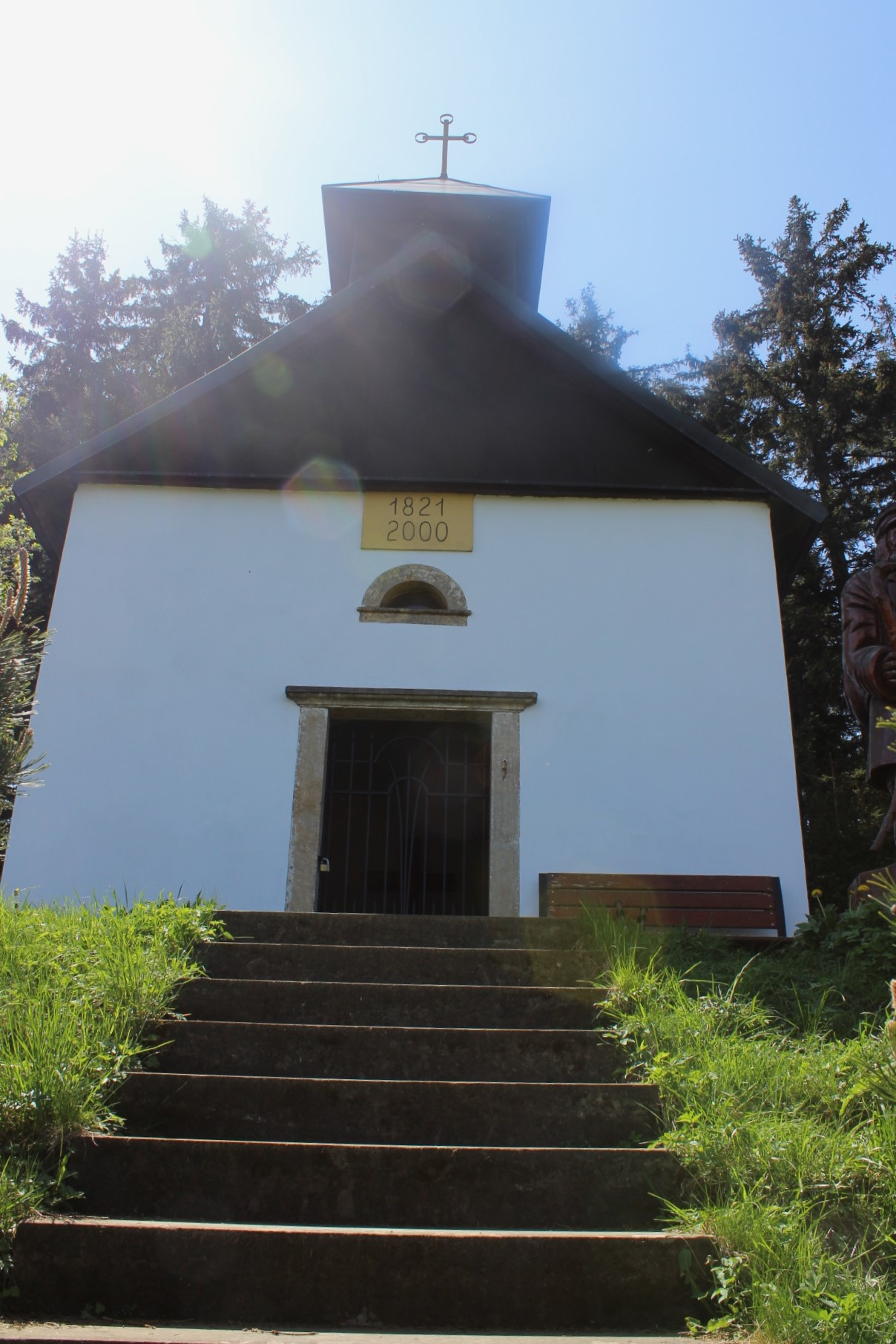
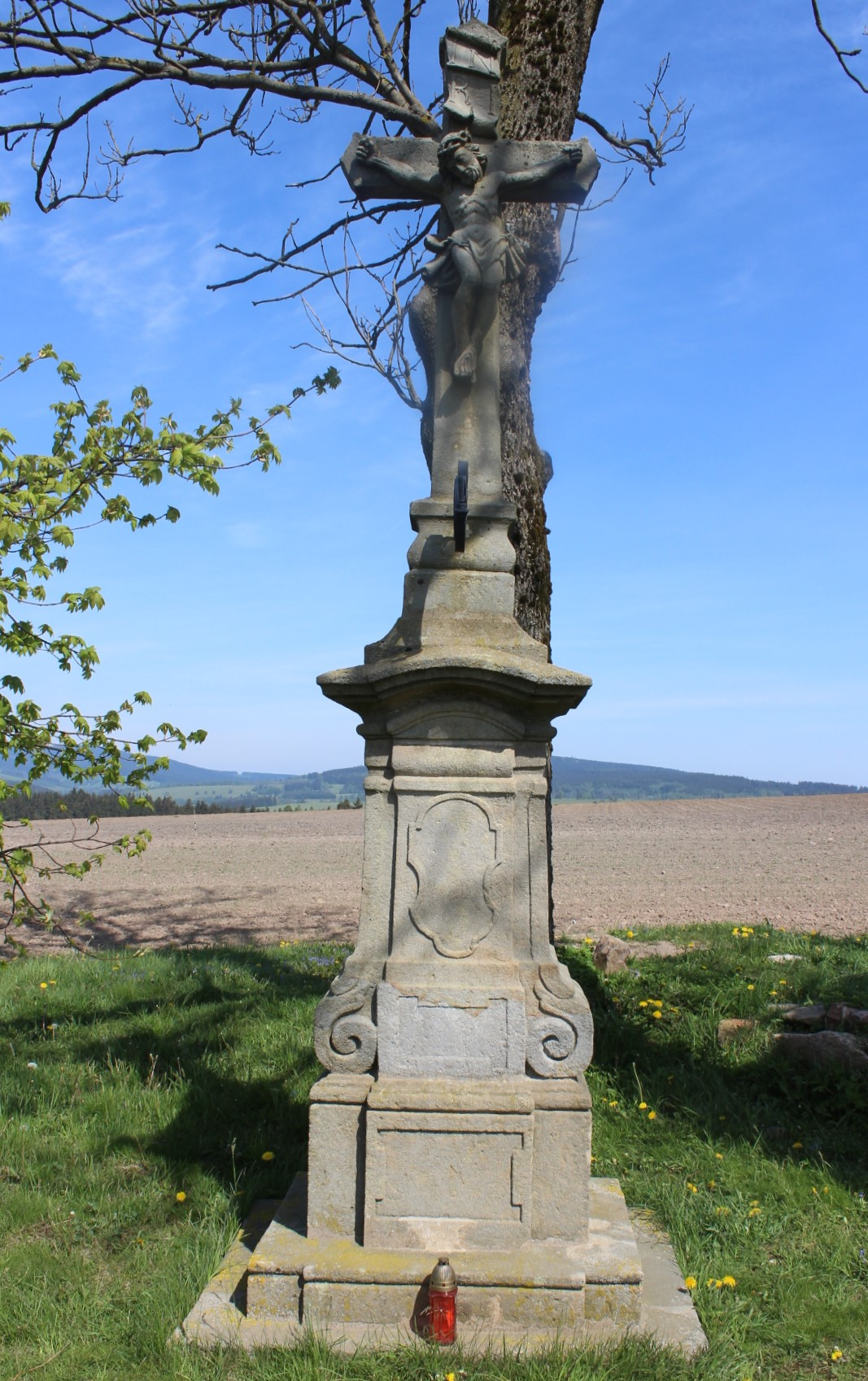
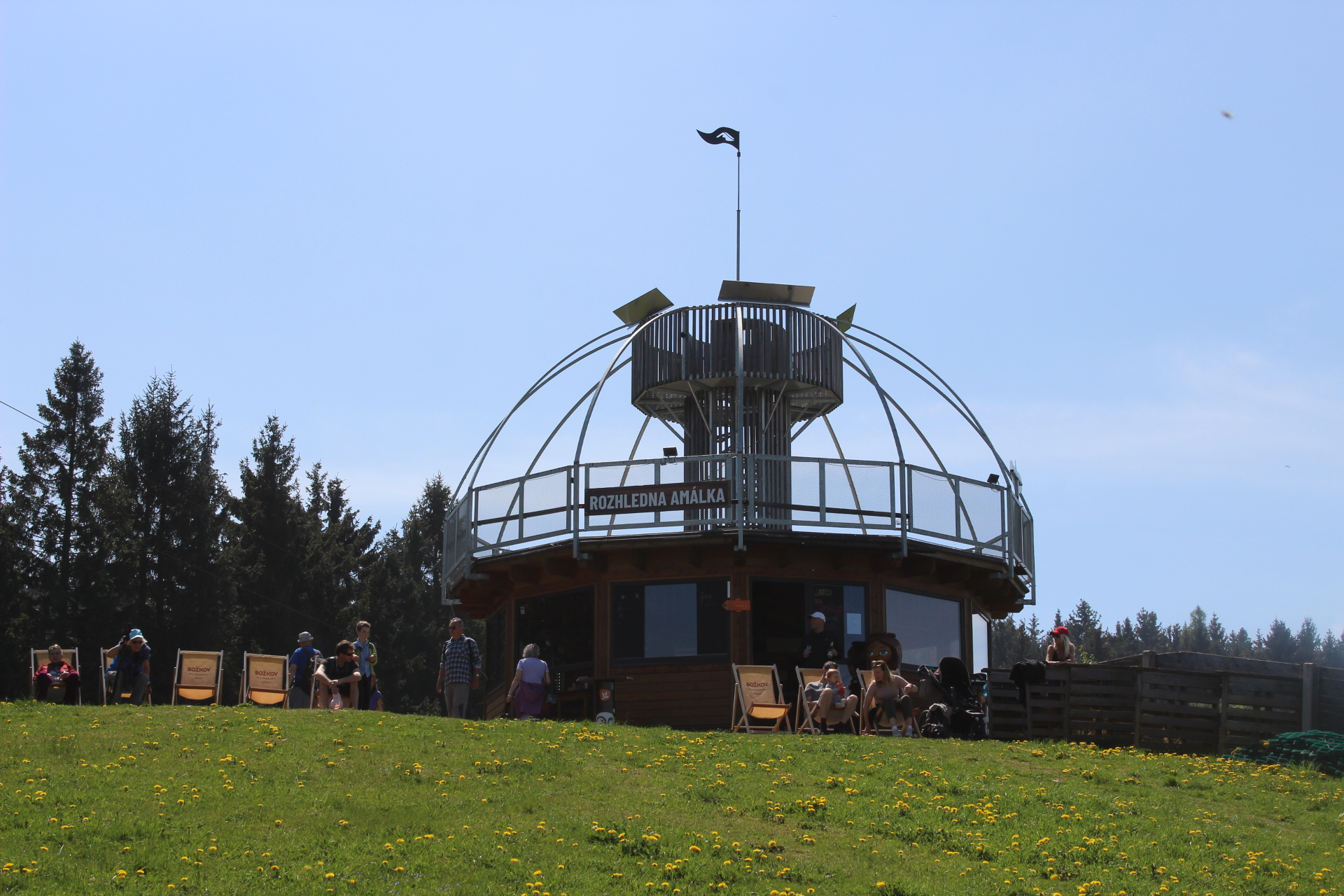
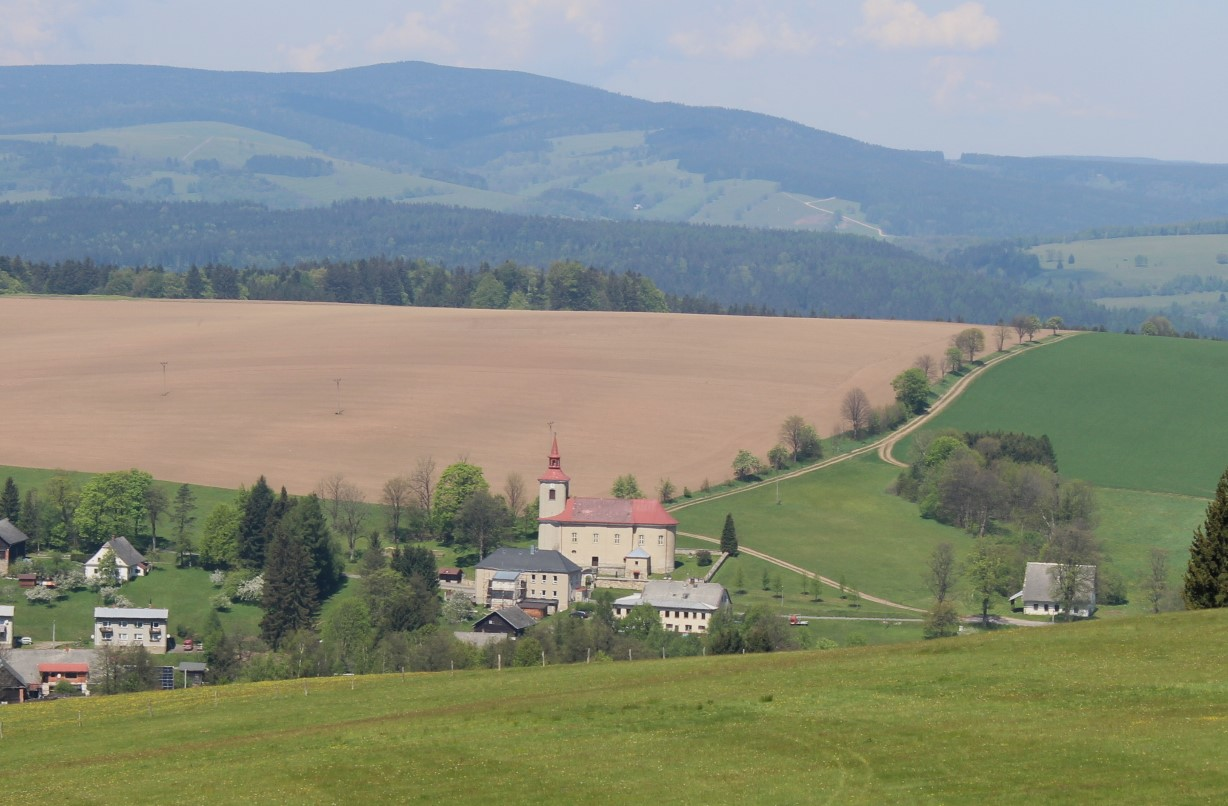
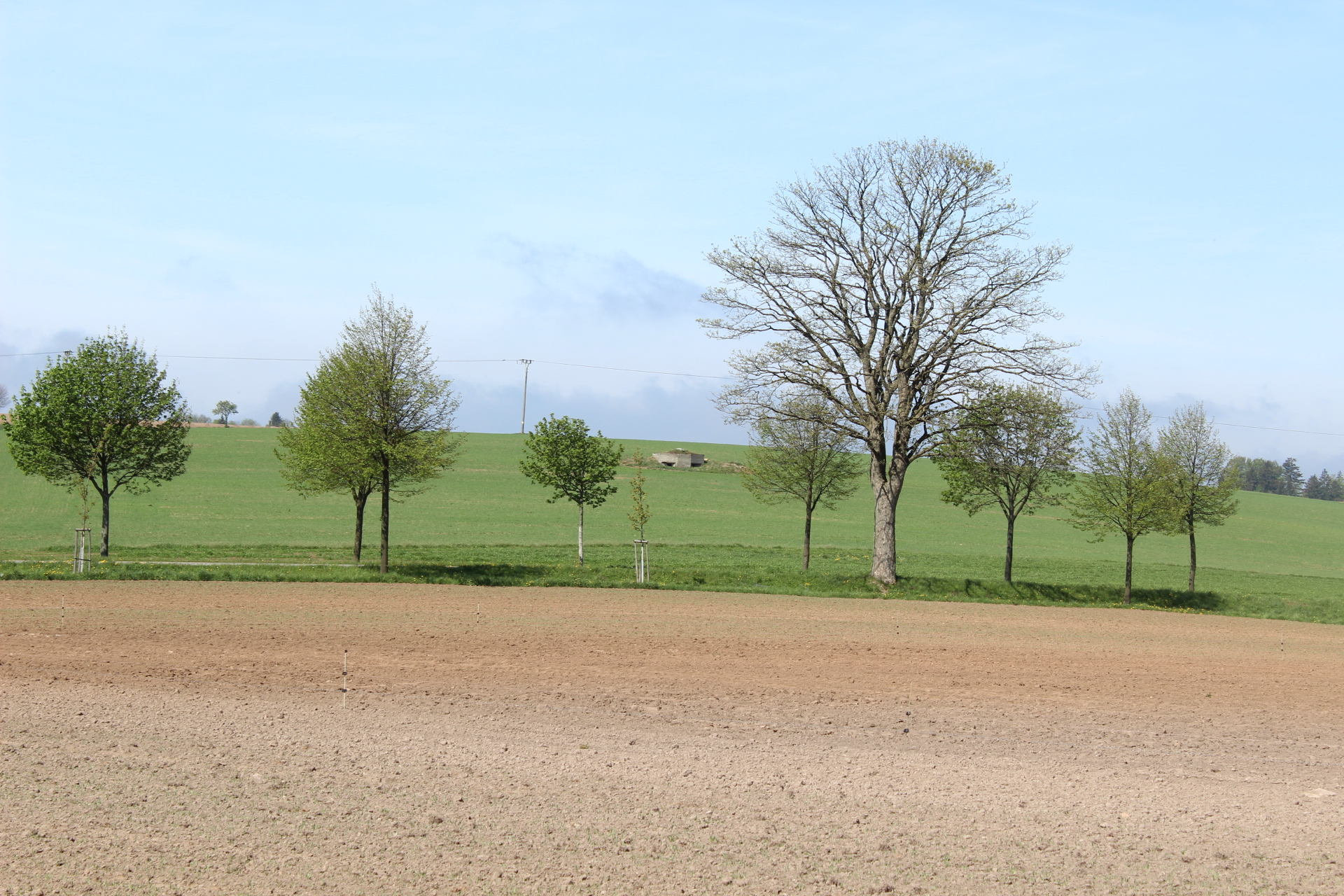

## Inne
- České Petrovice uważane są za miejscowość w o walorach rekreacyjno-wypoczynkowych w czeskich Sudetach.
- W przeszłości České Petrovice stanowiły osadę zamieszkiwaną przez leśników i drwali.
- Po południowej stronie wsi na wzniesieniu Adam wznosi się kilkanaście bunkrów wchodzących w skład czeskich fortyfikacji granicznych z lat 30. XX wieku.
- We wsi zachowało się kilka obiektów regionalnego budownictwa ludowego, gospodarstwa typu górskiego z XIX wieku, które podkreślają urok podgórskiej dolinki oraz wiele figurek, kapliczek i krzyży ustawionych przy drodze oraz wśród pól.
- Na północnym zboczu wzgórza Adama wznosi się kapliczka z 1801 roku postawiona przez Antona Bayer, czeskiego mieszkańca Petersdorf w podziękowaniu za odzyskanie zdrowia[3].

## Turystyka
Przez wieś prowadzi:
- Piesza turystyczna magistrala Gór Orlickich – Szlak Aloisa Jiraska (czes. Jiráskova horská cesta), rozpoczynająca się w rezerwacie przyrody Ziemska Brama (Zemská brána) i prowadząca na Suchy vrch przez schronisko na Adamie, Mladkov, Vysoký kámen.
- Szlak dydaktyczny Betonowa granica, z systemami fortyfikacji granicznych z lat 1936-38 prowadzący przez Artyleryjskie grupy warowne Bouda (czes.Dělostřelecká tvrz Bouda) i Adam.
- W środkowej części wsi na północnym stoku wzniesienia Adam znajduje się trasa narciarska z wyciągiem.
- Niedaleko wsi na północnym zboczu wzniesienia Adam położona jest kaplica z roku 1821 oraz schronisko turystyczne Kašparowa Chata.
- Ze szczytowej partii wzniesienia Adama rozciąga się rozległy widok na Kotlinę Kłodzką, Masyw Śnieżnika, Góry Bystrzyckie oraz okoliczne wzniesienia i góry.
- Na południe od wsi poniżej szczytu wzniesienia Adam znajduje się byłe przejście graniczne do Polski Kamieńczyk-Mladkov Petrovičky.